# 1882 Rauma
Az 1882 Rauma (ideiglenes jelöléssel 1941 UJ) a Naprendszer kisbolygóövében található aszteroida. Liisi Oterma fedezte fel 1941. október 15-én.